# Chiesa di San Sebaldo
La chiesa di San Sebaldo (in tedesco Sebaldskirche) è un'importante chiesa evangelica della città bavarese di Norimberga, in Germania.
È un grande edificio medievale iniziato in stile romanico nel 1225-30 e terminato in forme gotiche nel 1379 dedicato a san Sebaldo, eremita locale che soggiornò nei dintorni di Norimberga nell'VIII secolo. Insieme alle chiese di San Lorenzo e di Nostra Signora è uno dei monumenti più prestigiosi della città. Nel Medioevo la città libera di Norimberga, era divisa in due parti dal fiume Pegnitz, La chiesa di san Sebaldo venne costruita nel quartiere medievale a nord del fiume, non lontano dal castello imperiale, divenendone poi la parrocchiale, in contrapposizione all'altra grande parrocchia di San Lorenzo, nel borgo meridionale. La sua posizione al centro della città ne fece subito un fiorente centro di potere religioso, che le meritò l'incredibilmente ricco apparato interno. Durante la Riforma, la chiesa divenne uno dei capisaldi del protestantesimo in Germania.

## Storia

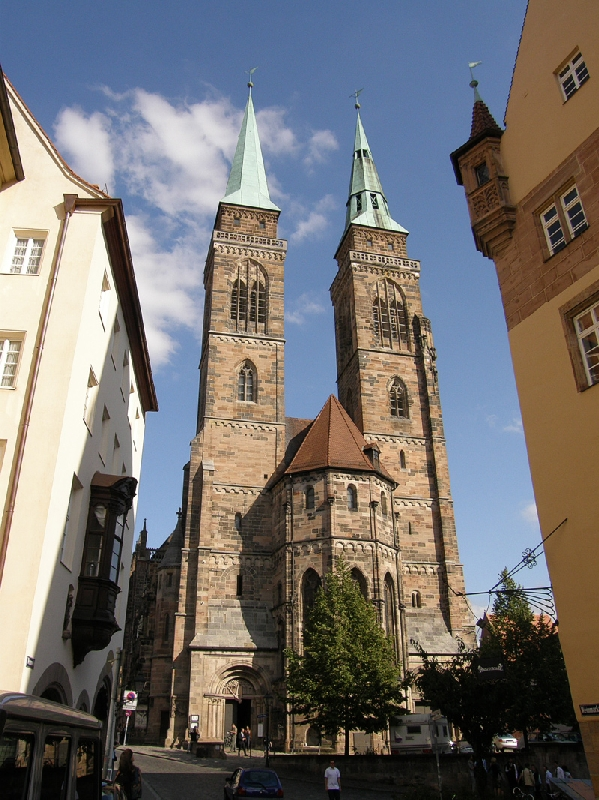
La parte occidentale, o Westwerk.

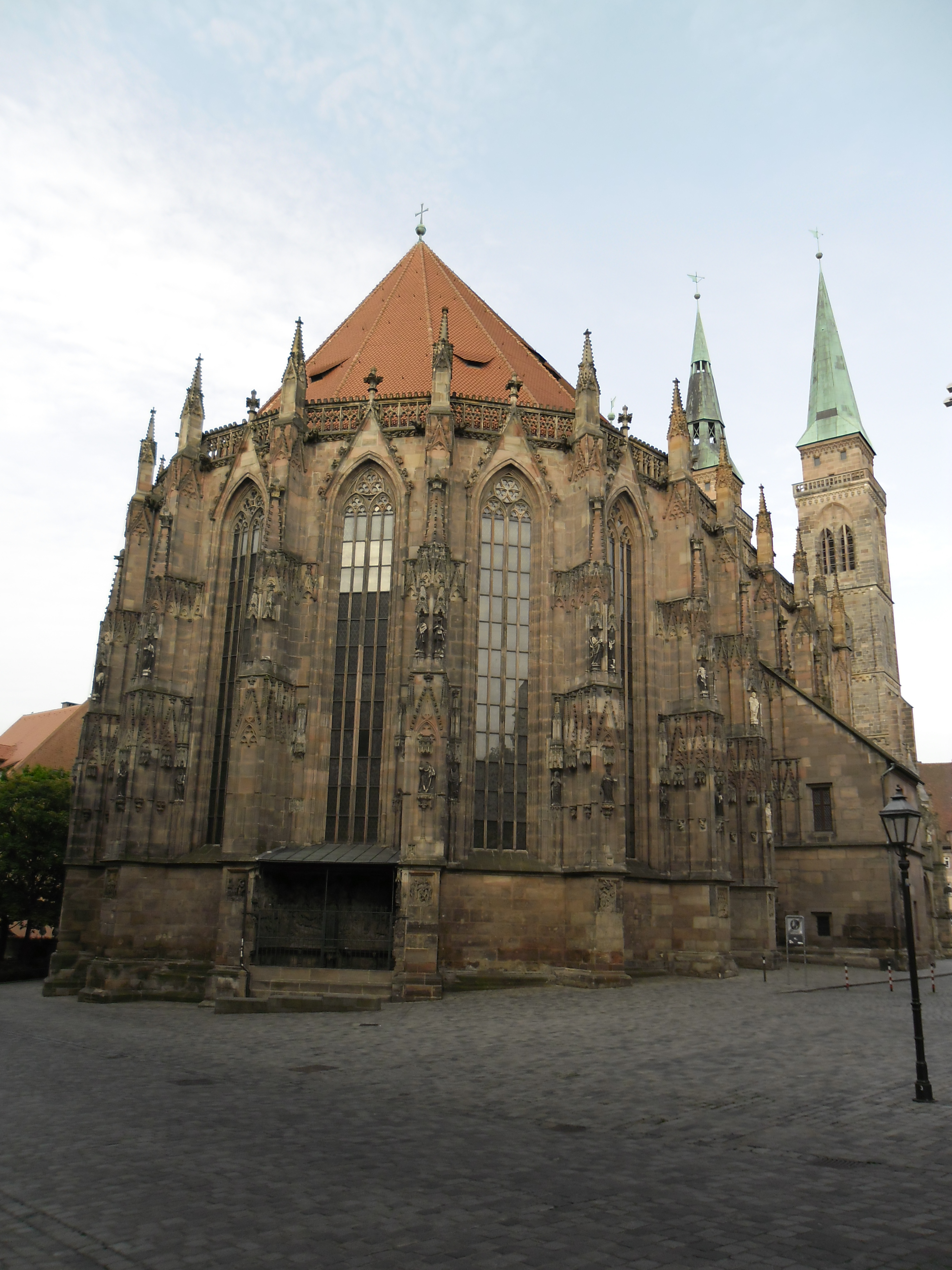
Il coro orientale.

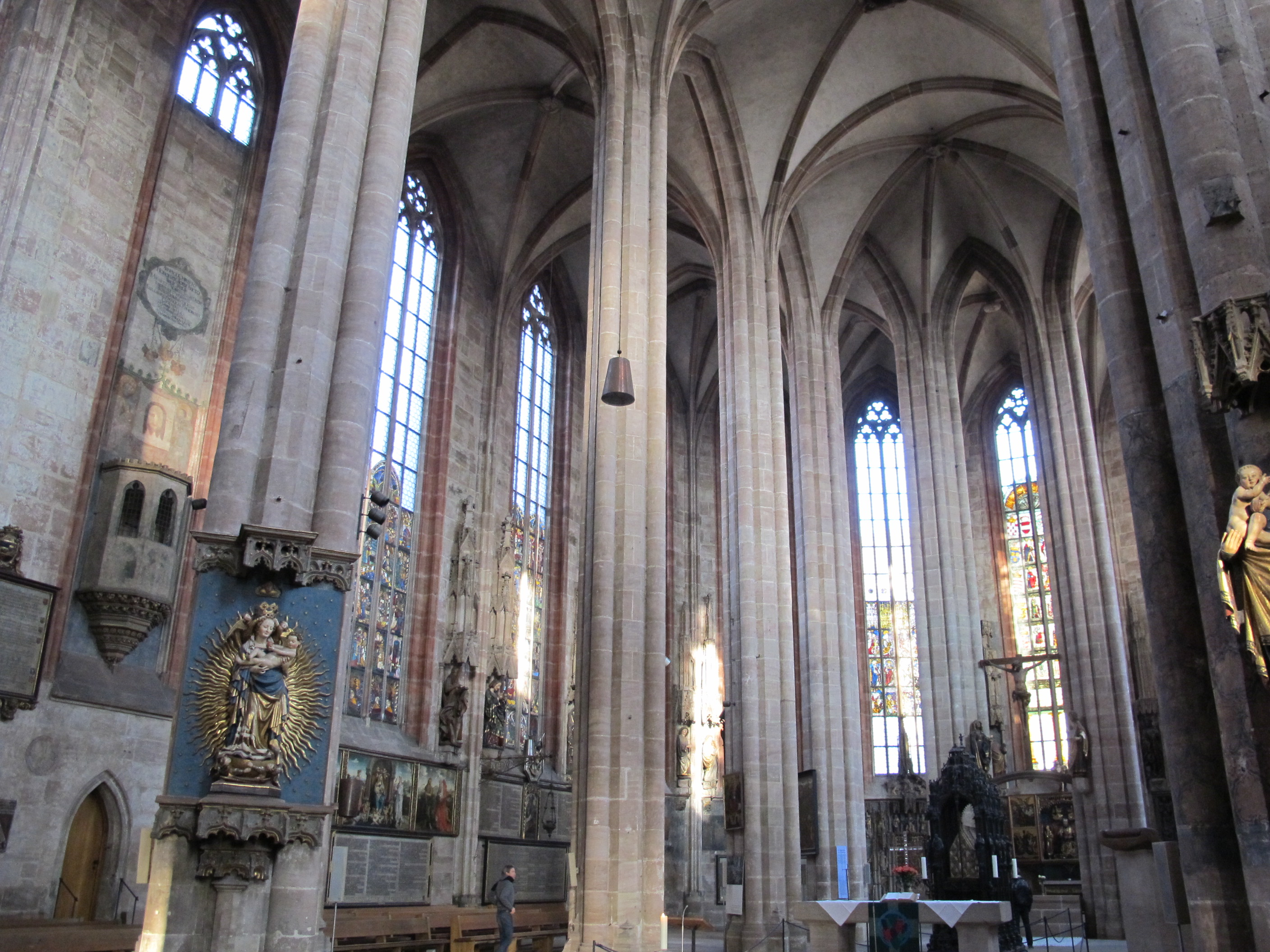
Il coro tardogotico.

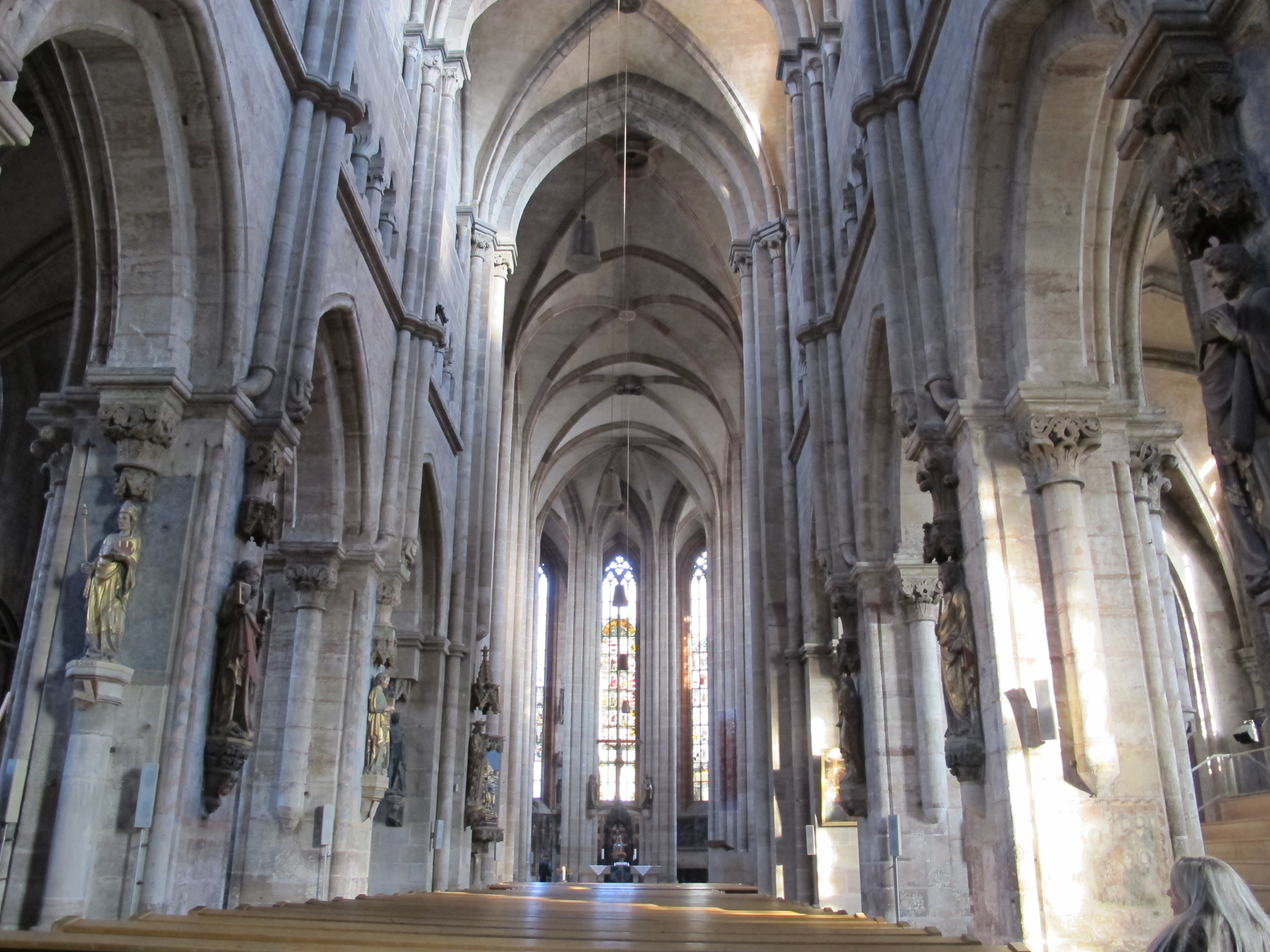
Veduta dell'interno verso est.

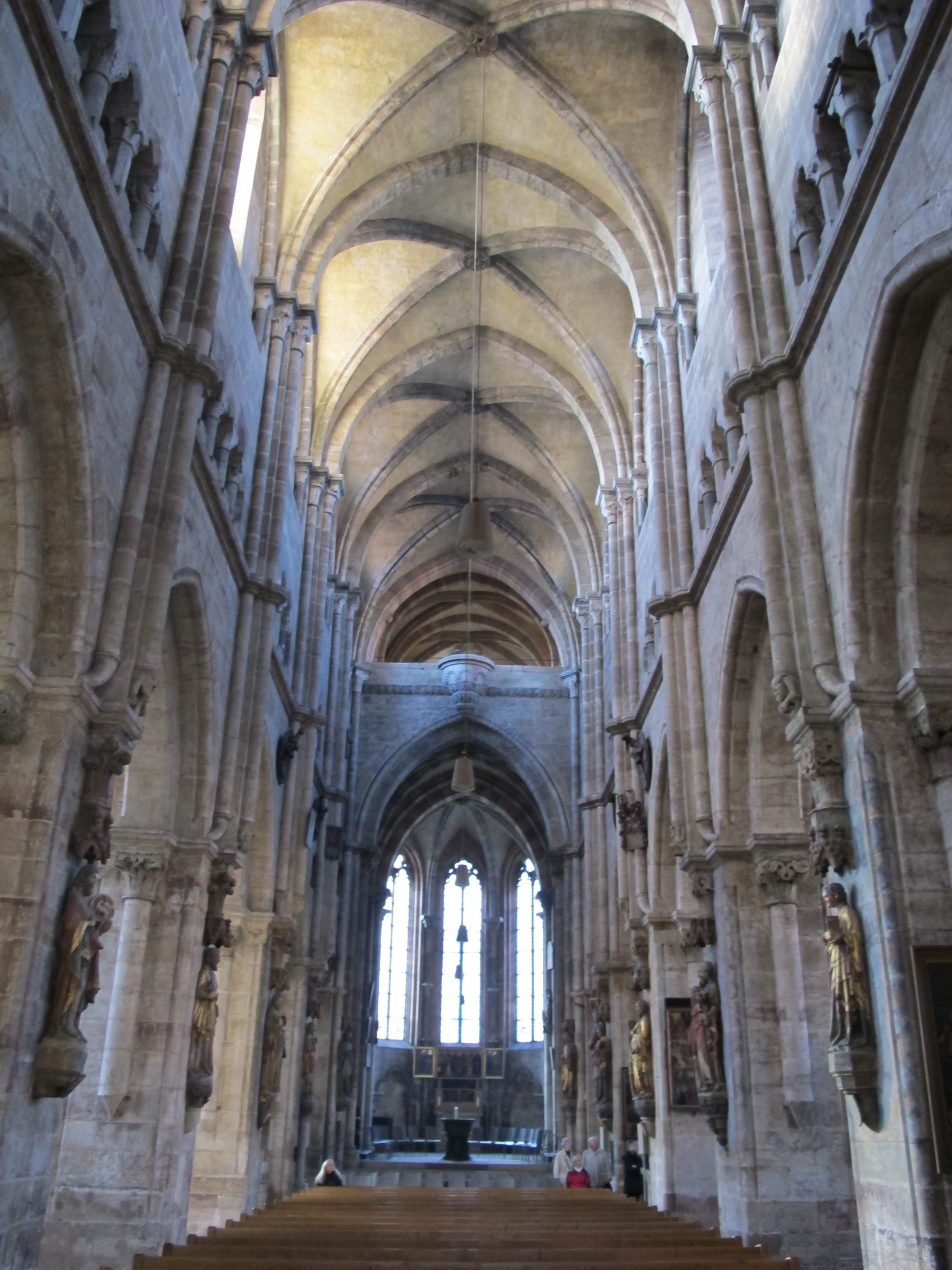
Veduta dell'interno verso ovest.

La chiesa di San Sebaldo sorge sul luogo di precedenti edifici religiosi. Il primo venne eretto verso il XII secolo, probabilmente dedicato a san Pietro, con due navate e cripta. In seguito vi venne eretta tra il 1225-30 e il 1273 una a pianta bicefala già dedicata a san Sebaldo. 
A partire dal 1225-30 venne iniziata la costruzione dell'attuale edificio dedicato a san Sebaldo. Presentava le forme di una basilica romanica ispirata alle grandi cattedrali imperiali del tempo, con tre navate, pianta bicefala a due cori e due torri; in particolare fortemente influenzato dal vicino duomo di Bamberga. Il coro occidentale venne consacrato nel 1274.
Già nel 1309 iniziarono i primi lavori di ampliamento nel piedicroce. Le due navate laterali vennero rifatte e allargate raccordandole al transetto, probabilmente compiute nel 1330. Fra il 1361 e il 1372 si pose mano al coro orientale, ricostruendolo totalmente nelle forme tardogotiche dettate dal noto architetto Peter Parler, e incentrate su una struttura a Sala. Al tempo di questo ultimo progetto di costruzione, è probabilmente che avvenne la riconsacrazione della chiesa da San Pietro a San Sebaldo, sepolto al suo interno.
Divenne la più importante chiesa cittadina, e la sua vicinanza al Municipio, che sorge dietro al coro orientale, la vide spesso luogo di sedute del Consiglio di Norimberga; dagli stessi "anziani" del Consiglio, ricevette sempre notevoli donazioni. Già nel 1525 aderì alla Riforma, divenendo la prima Chiesa evangelica luterana della città e una delle prime del mondo riformato.
Durante la seconda guerra mondiale, con i bombardamenti di Norimberga, San Sebaldo venne in gran parte distrutta, per essere fedelmente ricostruita e restaurata dopo la fine della guerra.

## Architettura
La chiesa di san Sebaldo si presenta come un grande edificio composito che preserva caratteri romanici nel piedicroce e coro occidentale a due svettanti torri, con le caratteristiche del tipico Westwerk; e forme tardogotiche nel grandioso coro orientale, serrato fra possenti contrafforti fra i quali si aprono grandi polifore; e le navate laterali. Servì come ispirazione e prototipo per la ricostruzione della cittadina chiesa di San Lorenzo.
Sul fianco meridionale si aprono due portali, a sinistra il Weltgerichtspforte, del Giudizio Universale, dal rilievo del timpano, risalente al 1309; a destra il Dreikönigspforte, portale dei Re Magi, dalle loro statue, insieme a quella della Vergine, del 1350, che decorano gli stipiti.
Al fianco settentrionale sono altri due bei portali, a sinistra il Brautpforte, delle Vergini, dalle statue delle Vergini Sagge e Vergini Folli realizzate nel 1320-30; a destra il Marienpfote, portale di Maria, dai rilievi del Transito e Incoronazione della Vergine del 1320 circa.
L'interno è costituito dal piedicroce tardo-romanico, con elementi già gotici, sul quale si innesta direttamente il grande coro tardogotico, sempre a tre navata, ma del tipo Hallenkirche. Il piedicroce è diviso in tre navate da possenti arconi ogivali su pilastri compositi che salgono fino a sostenere le volte a crociera. Al di sopra delle arcate corre il triforio, costituito da una loggetta su forti colonnine a reggere archetti trilobati, al di sopra è il cleristorio a aperto da monofore. Il Coro orientale è un'ariosa e luminosa costruzione influenzata dallo stile di Peter Parler. Diviso in tre navate da pilastri a fascio senza capitelli che si aprono direttamente sulle volte. Del tipo a Sala presenta le navate laterali della stessa altezza della centrale, che vanno a formare un deambulatorio intorno all'abside. È circondato da una serie di altissime polifore gotiche dai bei trafori, recanti preziose vetrate del XIV e del XVI secolo donate dai consiglieri cittadini. Dietro l'Altar maggiore è conservato il monumento più prestigioso della chiesa, la Tomba di san Sebaldo, uno dei massimi capolavori di Peter Vischer il Vecchio, che vi lavorò con i cinque figli dal 1508 al 1519.

## Opere d'arte
La chiesa custodisce notevolissime opere d'arte, in gran parte donate dai sindaci e consiglieri cittadini, fortunatamente scampate alle distruzioni belliche.
- Cristo portacroce, al secondo pilastro destro della navata centrale, opera del 1506 eseguita dal grande scultore cittadino Adam Kraft.
- Epitaffio di Schreyer, nel deambulatorio, con le Scene della Passione e Risurrezione, opera di Adam Kraft, 1492.
- Crocifissione, sita nell'arco dietro l'altar maggiore, è un'opera conosciuta anche come Croce coi dolenti, eseguita tra il 1507 e il 1520 dal grande Veit Stoss.
- Epitaffio Turcher. Nel deambulatorio, venne realizzato da Hans von Kulmbach tra il 1503 e il 1513, si pensa completato dal veneziano Jacopo de' Barbari. Nel pannello centrale è la Madonna col Bambino in trono tra Santa Caterina e santa Barbara, circondati da un paesaggio nello stile della pittura italiana, e in primo piano cinque angeli musicanti rinascimentali. Lo stile è veneziano, e gli angeli ricordano quelli di Dürer nella celebre pala della Festa del Rosario, pittura che ha avuto origine a Venezia.
- Rilievi della Passione, nel deambulatorio, opere del 1499 eseguite da Veit Stoss.
- Statua di sant'Andrea, nel deambulatorio, eseguita in legno tiglio nel 1507-07 da Veit Stoss.
- Ciborio policromo, nel deambulatorio, bell'esempio di decorazione scultorea gotica eseguita fra il 1375 e il 1379.
- Vetrate. Un ciclo di preziose vetrate, donate dai membri del consiglio cittadino, impreziosiscono le polifore del coro. Le quattro centrali sono del XVI secolo, su disegni di Albrecht Dürer, di Hans von Kulmbach e del pittore Veit Hirsvogel; mentre le altre risalgono al 1379.

### Tomba di san Sebaldo

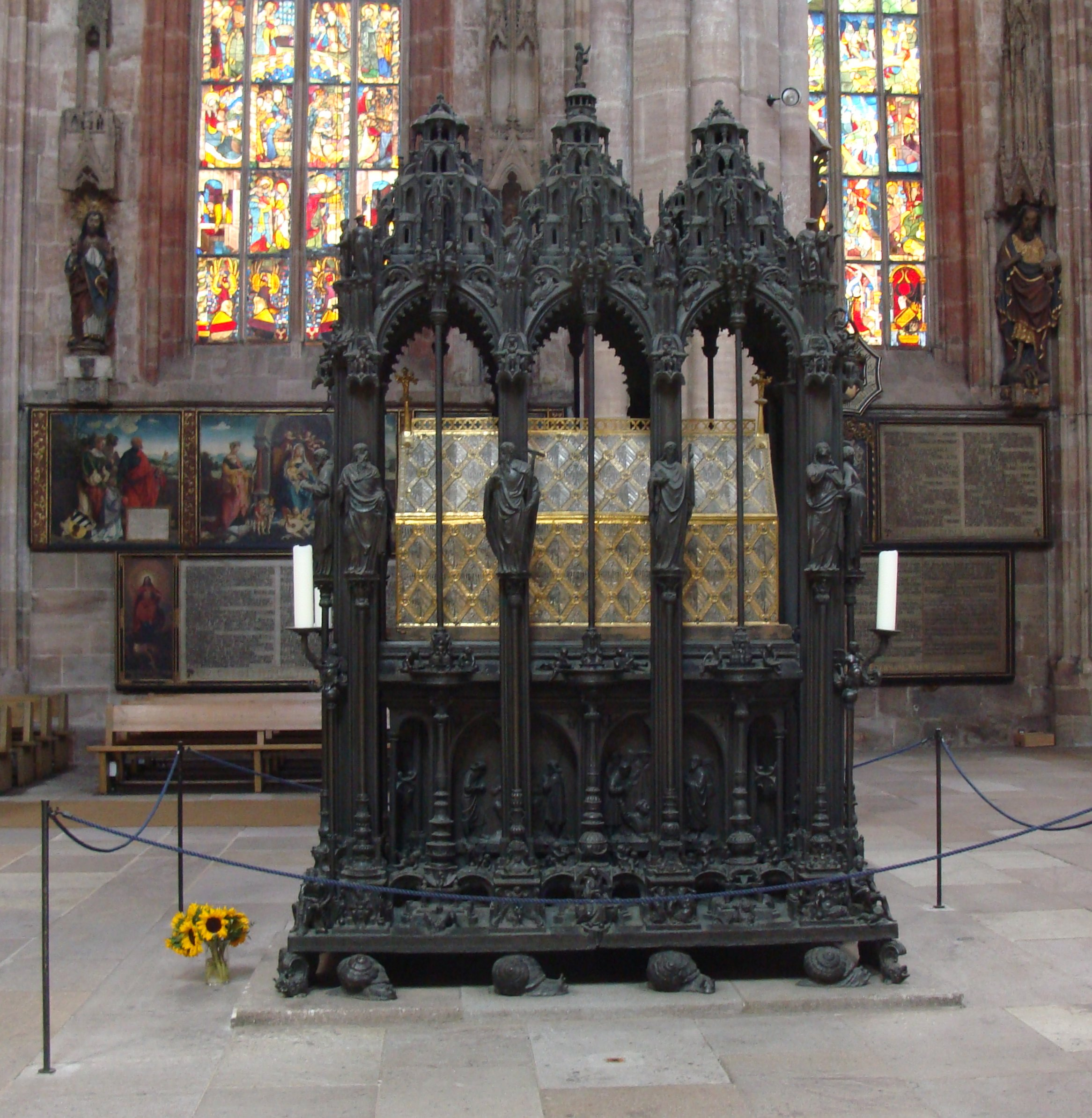
La tomba di San Sebaldo, di Peter Vischer il Vecchio, 1508-19.

È il capolavoro della chiesa. San Sebaldo, l'eremita che predicava nei dintorni di Norimberga e divenuto il santo patrono cittadino, venne sepolto all'interno della chiesa in un sarcofago d'argento. Il "Consiglio cittadino", che spesso teneva le sue riunioni nella chiesa stessa, commissionò e finanziò un nuovo mausoleo per contenere il sarcofago del santo. Il progetto venne affidato al grande scultore tedesco Peter Vischer il Vecchio, e rappresenta oggi il primo esempio di ricezione delle forme del Rinascimento italiano a nord delle Alpi e una preziosa opera del periodo pre-riforma. 
Il mausoleo bronzeo si presenta sotto forma di una struttura architettonica a baldacchino dalla ricca statuaria appoggiata su una serie di lumache. Vischer vi lavorò dal 1508 al 1519 con i cinque figli. Realizzato interamente in bronzo, i bassorilievi rappresentano Scene della vita di san Sebaldo; le statue, gli apostoli. Altre delle figure che decorano la tomba, tra cui le Scene della vita del santo, Tritoni, Satiri, un Pegaso e la Vanità, si ritiene siano state realizzate dai Vischer su disegni di Jacopo de' Barbari, che già lavorava in città alla corte imperiale di Massimiliano I.

## Galleria d'immagini

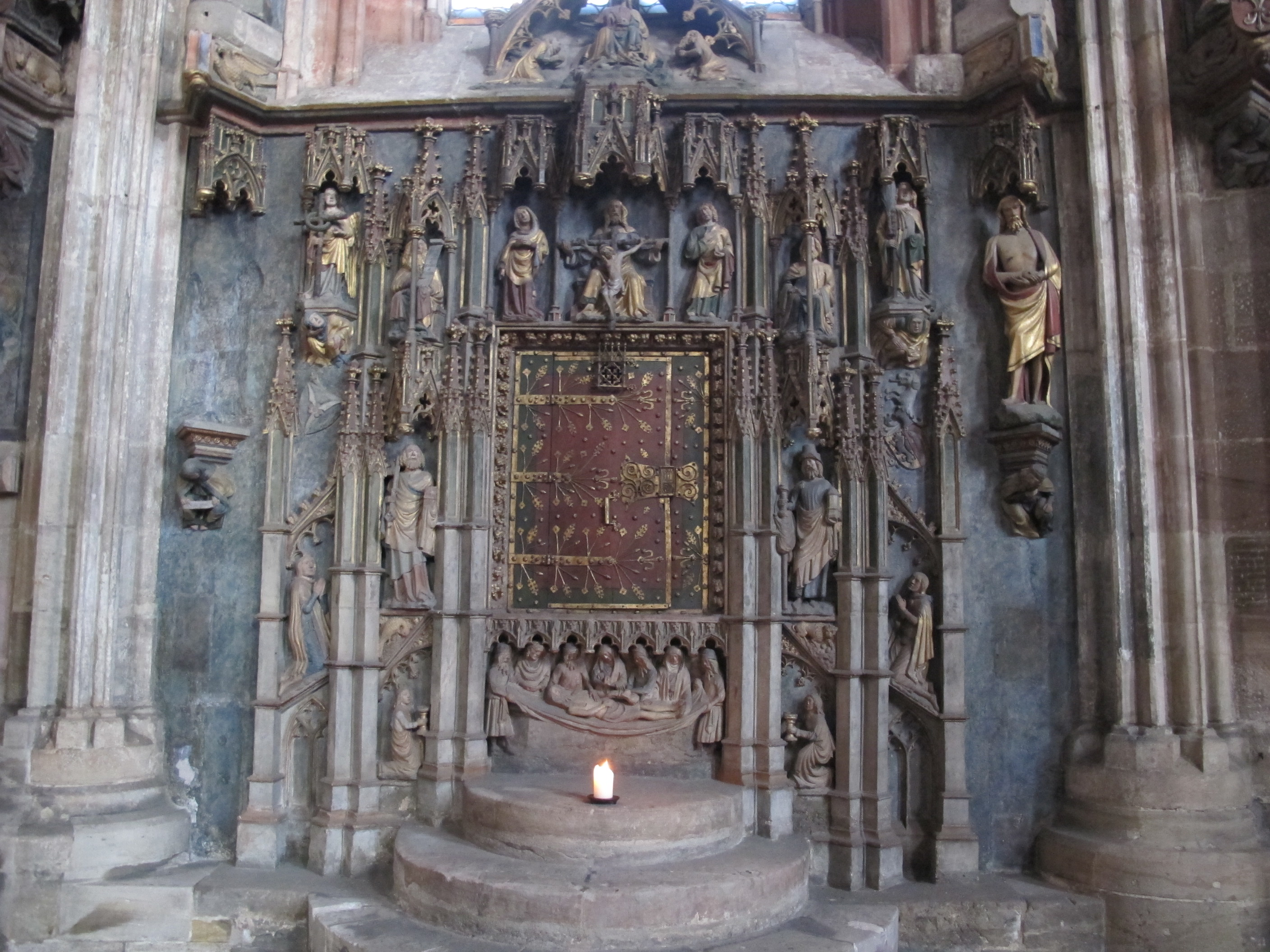
Il Ciborio policromo del 1375-79.
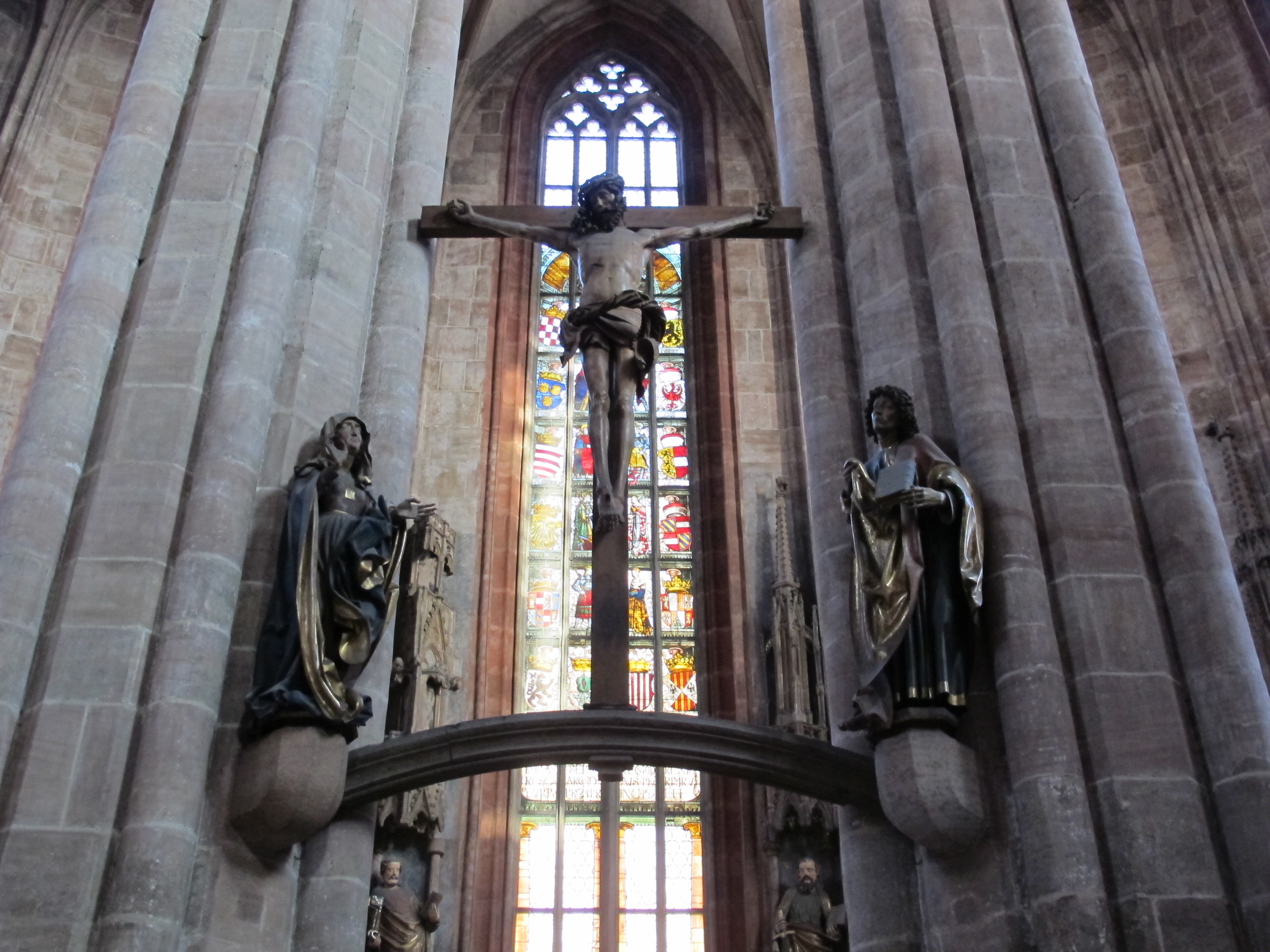
La Crocifissione di Veit Stoss, 1507-20.
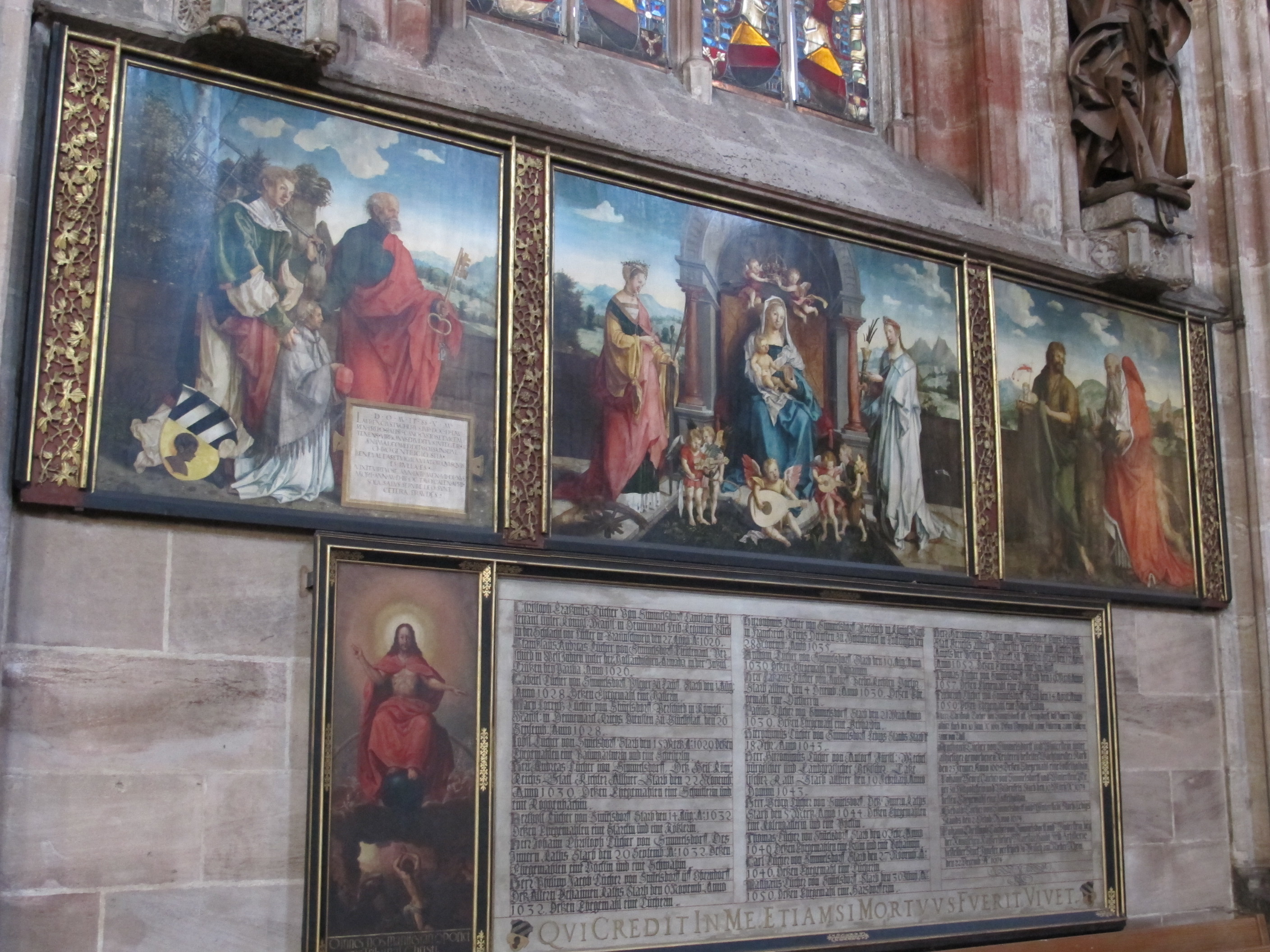
Epitaffio Turcher, di Hans von Kulmbach, 1503-13.
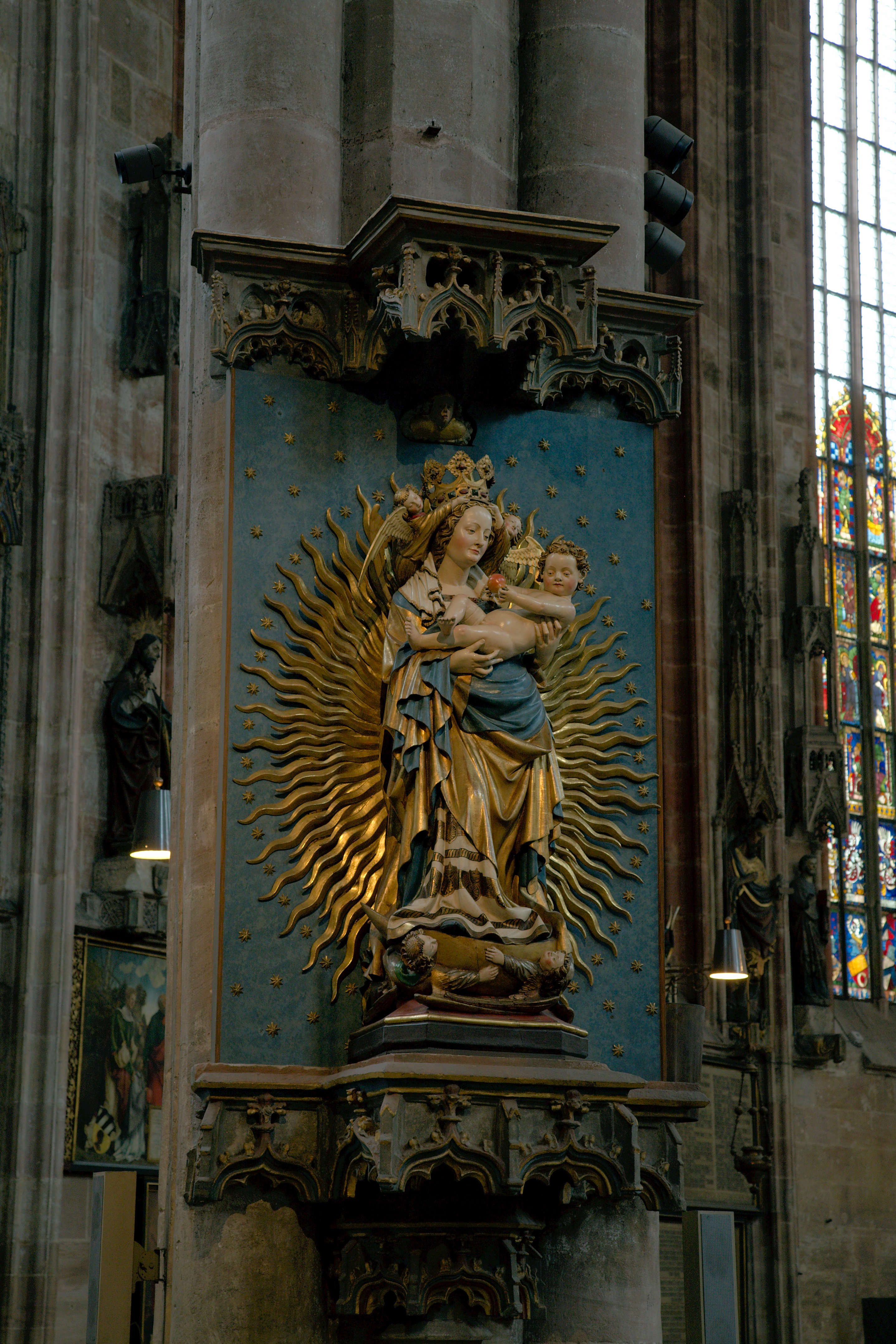
Madonna col Bambino.